# روبرت أوتواي
الأدميرال السير روبرت والر أوتواي، البارون الأول (26 أبريل 1770 - 12 مايو 1846) كان ضابطاً كبيراً في البحرية الملكية في أوائل القرن التاسع عشر خدم على نطاق واسع كقبطان بحري خلال الحرب النابليونية ودعم لاحقًا القضية البرازيلية خلال حرب الاستقلال البرازيلية. خلال خدمته الطويلة، رأى أوتواي نشاطاً في جميع أنحاء أوروبا وأمريكا الشمالية وكافأ بعد تقاعده بميدالية الفروسية والبارونيتية والوظيفة كخادم داخل الأسرة المالكة.

## الحياة الشخصية
في أعقاب الانتصار وتوقيع معاهدة أميان الذي أعقب ذلك، أمضى أوتواي فترة على الشاطئ في حالة صحية سيئة. خلال هذا الوقت تزوج من كليمنتينا هولواي ابنة الأميرال جون هولواي وأنجب منها اثنا عشر طفلاً.

## الوفاة
توفي في 12 مايو 1846. تم دفنه في الربع الشمالي الغربي في وسط مقبرة كينسل الخضراء في لندن.